# Parasomnia (film)
Parasomnia è un film horror indipendente del 2008 diretto da William Malone con Jeffrey Combs, Timothy Bottoms e Dylan Purcell.

## Trama
Laura Baxter è affetta da una rara forma di narcolessia, denominata sindrome di Kleine-Levin, che la costringe a rimanere a letto in un sonno profondo praticamente per tutto il giorno, salvo sporadici momenti di veglia. Laura è orfana e viene tenuta sotto controllo in una clinica psichiatrica, lo stesso edificio in cui è rinchiuso, in costante isolamento e incatenato, Byron Volpe, un libraio pluriomicida che utilizzava l'ipnosi per commettere feroci delitti. Volpe ha instaurato un forte legame psichico con Laura e riesce a penetrare nei suoi sogni, immergendola costantemente in un mondo lugubre e inquietante. Danny è uno studente di lettere amico d'infanzia di Laura, di cui è innamorato da sempre; il ragazzo passa molte ore in clinica e quando apprende che i dottori hanno deciso di trasferire la paziente in un'altra struttura, Danny escogita un piano per portar via la ragazza. Ora Danny è ricercato dalle autorità per rapimento e anche Byron Volpe, liberato per errore da Danny, cerca di rintracciare i due manipolando la mente di Laura.

## Produzione
William Malone scrisse la sceneggiatura mentre lavorava alle riprese dell'episodio Patto col demonio della serie Masters of Horror. Il film è stato finanziato interamente dal regista ed è stato girato sullo stesso set in cui Malone aveva girato Il mistero della casa sulla collina. Le ambientazioni dei sogni di Laura sono ispirate ai lavori dell'artista surrealista Zdzisław Beksiński.

## Distribuzione
Il film è stato presentato al Screamfest Horror Film Festival il 17 ottobre 2008. Il 7 novembre 2008 è stato distribuito nelle sale cinematografiche statunitensi, mentre in Italia è stato distribuito direttamente in DVD il 25 novembre 2009.